# Thea (fossile)
Thea è lo scheletro di un esemplare femmina di Homo sapiens scoperto ad Acquedolci nella grotta di San Teodoro nel 1937.

## Storia
Nel 1937 ad Acquedolci, nella grotta di San Teodoro, nel messinese si ha il ritrovamento di uno scheletro accanto ad altri sei. Il fossile risale a 11-14.000 anni fa in era paleolitica superiore. Lo scheletro di Thea è un homo sapiens e, a parte qualche costola e una mano, non manca nulla. È di genere femminile facilmente intuibile per il bacino largo.
Si suppone fosse una donna molto importante appartenente ad un ceto sociale elevato. Ha una dentatura perfetta quindi non aveva problemi di alimentazione. Studiando anche le articolazioni si può evincere che, non essendo particolarmente logorate, non dovesse aver lavorato molto quindi doveva essere una sacerdotessa o principessa. La statura doveva essere intorno al 1,70 m. Si pensa sia morta intorno ai 30 anni di secondo parto, da sottolineare che l'età media era più bassa. Nel 2007, grazie a studi più accurati, è stato possibile ricostruirne le sembianze. La ricostruzione è esposta unitamente allo scheletro al Museo di paleontologia e geologia Gaetano Giorgio Gemmellaro di Palermo.